# 3-Metil-2-pentanol
A 3-metil-2-pentanol szerves vegyület, hat szénatomos alkohol. Glikozidjai előfordulnak a komlóban. Ki lehet a használatával mutatni a vizeletben, ha 3-metilpentán került a szervezetbe.

## Fordítás
Ez a szócikk részben vagy egészben  a(z)   3-Methyl-2-pentanol című angol Wikipédia-szócikk ezen változatának fordításán alapul.  Az eredeti cikk szerkesztőit annak laptörténete sorolja fel. Ez a jelzés csupán a megfogalmazás eredetét és a szerzői jogokat jelzi, nem szolgál a cikkben szereplő információk forrásmegjelöléseként.